# Bonses olikhet
Bonses olikhet, uppkallad efter H. Bonse, är inom talteorin en olikhet som säger att om p1, ..., pn, pn+1 är de n + 1 första primtalen och n ≥ 4, är
{\displaystyle p_{1}\cdots p_{n}>p_{n+1}^{2}.\,}